# Ботаническая улица (Минск)
Ботаническая улица (бел. Батанічная вуліца) — улица в городе Минске. Расположена между улицами Долгобродская и Академическая. Проходит через улицу Петруся Бровки.

## Расположение
Начинается на Долгобродской улице и проходит через трамвайный парк (дом № 4), пересекает улицу Петруся Бровки и заканчивается на Академической улице, где расположен автобусный остановочный пункт «Ботаническая».

## Транспорт
- Автобусы: 19 (через трамвайный парк), 20с, 59, 76э

- Троллейбусы: 33, 34, 35, 92

- Трамваи: 3, 6, 7

Автобусный остановочный пункт «Ботаническая» находится на Академической улице сразу после выезда с Ботанической. Трамвайный — западнее от парка в паре метров от него. При следовании в парк, вагоны высаживают пассажиров на этой остановке при следовании из центра (при следовании со стороны Серебрянки — на остановке «Переулок Козлова»). Рядом с трамвайным парком проходит автобус № 19. Ближайшая станция метро — «Академия наук».